# Sarmatia mialis
Sarmatia mialis är en fjärilsart som beskrevs av Achille Guenée 1854. Sarmatia mialis ingår i släktet Sarmatia och familjen nattflyn. Inga underarter finns listade.